# Đình Toàn
Vũ Đình Toàn (sinh ngày 7 tháng 4 năm 1976), thường được biết đến với nghệ danh Đình Toàn, là một nam diễn viên, đạo diễn sân khấu kiêm người dẫn chương trình truyền hình người Việt Nam. Được đánh giá là một trong những diễn viên Việt Nam xuất sắc nhất trong thế hệ của mình, anh nổi tiếng với các vai diễn và những hoạt động nghệ thuật nổi bật cho thiếu nhi.

## Tiểu sử
Từ nhỏ, Đình Toàn rất nhát, khi được hỏi anh tâm sự: "Đúng là lúc nhỏ, tôi rất nhát. Nhưng từ khi tham gia công tác phụ trách Đội, tham gia Đội Kịch rối Nụ cười, tôi dạn hơn rất nhiều. Với tôi, dường như nghề diễn viên đã chọn và đưa tôi đến một khung trời nghệ thuật rộng mở".
Khi Toàn học đại học, gia đình khó khăn, mẹ phải bán bánh mì, bánh ngọt ngoài đầu ngõ. Ngày ấy, Toàn chưa có nhiều show nên thường phụ mẹ bán hàng. Anh tự nhận anh có duyên bán hàng rất đắt. 
Khởi đầu công việc của Đình Toàn vốn là diễn viên múa rối. Nhờ vào may mắn gặp được nghệ sĩ Thành Lộc và được tạo điều kiện giúp đỡ, anh mới bén duyên với nghệ thuật.

## Sự nghiệp
Bén duyên với nghệ thuật sân khấu, Đình Toàn trở thành gương mặt của mọi nhà. Để có được sự thành công như ngày hôm nay, Đình Toàn cho biết mình gặp nhiều may mắn trên con đường nghệ thuật. Thuở mới vào nghề, Đình Toàn tình cờ được chọn vào Trung tâm múa rối Nụ Cười của ông bầu Huỳnh Anh Tuấn nhờ ngoại hình giống một diễn viên của đoàn đã nghỉ việc. Khi Trung tâm múa rối Nụ Cười mở sân khấu kịch Idecaf, Đình Toàn được mời qua múa phụ họa rồi được giao vai quần chúng. Khi một số diễn viên bận, Đình Toàn được thế vai. Đạo diễn nhìn thấy khả năng của Đình Toàn và giao cho anh một vai nhỏ trong vở "Chim phượng hoàng và cây khế" là vai người ở.
Thời gian sau, NSƯT Thành Lộc thành lập nhóm Chuyện ngày xưa - loạt chương trình kể chuyện thiếu nhi rất thành công "Chuyện ngày xưa" của Đài Truyền hình Thành phố Hồ Chí Minh và mời Đình Toàn tham gia. Trong chương trình anh là thành viên nhóm Líu Lo (cùng nghệ sĩ Thành Lộc, Thanh Thủy, Hoàng Trinh và Bạch Long) (với nhân vật hề Lí Lắc). Toàn đã được các anh chị bên ban thiếu nhi "chấm" và mời làm MC cho chương trình "Ngày chủ nhật của em" trên HTV9. Với series "Ngày xửa ngày xưa", tên tuổi của Đình Toàn ngày càng được đông đảo các bạn nhỏ yêu mến và ủng hộ.
Sau một thời gian vẫy vùng với sân khấu, Đình Toàn quyết định thử sức mình ở lĩnh vực phim truyền hình. "Mùi ngò gai" là dự án phim đầu tiên mà Đình Toàn đặt mục tiêu để chinh phục, muốn bước ra khỏi vùng an toàn của mình. Với vai diễn Bảo, Đình Toàn thổi hồn vào nhân vật một cách tự nhiên, được khán giả vô cùng yêu thích.
Theo thời gian, Đình Toàn ngày càng phát triển sự nghiệp và chinh phục nhiều đối tượng khán giả hơn. Có một câu nói mà nam nghệ sĩ rất tâm đắc: "Sự hồn nhiên thì cần thiết nhưng không thể mãi mãi. Bạn phải lớn lên".
Từ một diễn viên vô danh, qua nhiều vai diễn trong seri các vở kịch Ngày xửa ngày xưa, Đình Toàn đã trở thành một trong những diễn viên không thể thiếu của sân khấu kịch Idecaf, xứng đáng là thế hệ thành công kế tiếp sau những Thành Lộc, Hữu Châu, Bạch Long, Thanh Thuỷ… Từ một diễn viên kịch, Đình Toàn đã “lấn sân” sang với phim truyền hình và anh tiếp tục đạt nhiều thành công. Trong đó đánh kể nhất là bộ phim Gia đình phép thuật hơn 300 tập phim được khán giả yêu thích đã khẳng định thêm tài năng của Đình Toàn.  
Anh là thành viên tích cực của sân khấu Idecaf, và thường xuyên tham gia chuỗi chương trình kịch nói thiếu nhi "Ngày xửa ngày xưa" tại Thành phố Hồ Chí Minh.
Từ năm 2000 đến nay, anh liên tục được mời dẫn cho nhiều chương trình thiếu nhi như: Ai nhanh hơn?, Name that toon (HTV), Vui cùng bé yêu (VTV), Đinh đoong đinh đoong - nhịp điệu tuổi thơ... và gần đây là chương trình Siêu quậy tí hon (phát sóng vào thứ bảy hằng tuần trên HTV7).
Anh tốt nghiệp khóa học đạo diễn và được sân khấu Idecaf giao cho vai trò đạo diễn vở kịch Chuyện thần tiên xứ Phù Tang.
Về vai trò diễn viên điện ảnh và truyền hình thì anh tham gia khá nhiều phim. Nổi bật nhất là Mùi ngò gai, Gia đình phép thuật và Khát vọng Thăng Long.
Trưởng thành từ sân khấu kịch, nên có thể nói Đình Toàn có nhiều lợi thế trong việc lấn sân sang lĩnh vực phim ảnh. Vì thế mà những bộ phim, những vai diễn anh có cơ hội tham gia mỗi ngày mỗi nhiều hơn. Và có thể nói, vai Lê Long Đĩnh mà anh thể hiện trong phim Khát vọng Thăng Long (đã lên sóng HTV) của đạo diễn - NSƯT Lưu Trọng Ninh đã giúp tên tuổi của nam diễn viên rực sáng. 
Sau nhiều năm không tham gia trong các cuộc thi tài, năm 2009, Đình Toàn may mắn đạt Huy chương Bạc cho Nam diễn viên trong vở "Ngàn năm tình sử". Sau đó thành công của bộ phim "Khát vọng Thăng Long" giúp Đình Toàn giành được Giải Cánh diều vàng 2010 cho Nam diễn viên chính xuất sắc. Bộ phim cũng được lựa chọn đi dự liên hoan phim Việt tại Pháp và tại đây, anh nhận được giải Nam diễn viên chính xuất sắc nhất.
Tháng 7 năm 2020, Đình Toàn làm đạo diễn tác phẩm "Búp bê không biết khóc". Vở kịch xuất sắc được Huy chương vàng tại Liên hoan sân khấu toàn quốc về hình tượng người chiến sĩ CAND lần thứ 4 – 2020. 
Bất cứ lĩnh vực nào cũng vậy, phim ảnh, sân khấu, người dẫn chương trình, nam nghệ sĩ đều làm việc bằng tài năng, tâm huyết của mình. Và điều ấy được ghi nhận qua những giải thưởng nghề nghiệp, cũng như tình cảm của khán giả.

## Hài kịch
Tiêu biểu:
- Bay
- Cưới vợ
- Móng thần
- Thu ca
- Tình quê
- Yêu vì yêu
- Thương quá Việt Nam
- Ngày Tết Việt Nam
- Nửa vầng trăng
- Hoa hậu ao làng
- Nữ hoàng quảng cáo
- Người giàu nhất
- Lời gửi Noọng
- Tình lúa duyên trăng
- Hát cùng mùa xuân
- Lúng la lúng liếng xuân
- Sóc Sờ bai Sóc Trăng
- Giấc mơ muôn màu
- Chuyện ba người
- Cục cưng của bố
- Ai giàu hơn ai
- Nữ hoàng đêm màu hường
- Về quê giải ngố
- Vợ tui là số 1
- Cậu Út bể nợ
- Ngày xuân vui cưới
- Gần tết mà bể nợ
- Và nhiều vở kịch khác

## Kịch đã đóng

### Ngày Xửa Ngày Xưa
| Năm  | Vở diễn                                                                        | Vai diễn                 | Chú thích                     |
| ---- | ------------------------------------------------------------------------------ | ------------------------ | ----------------------------- |
| 2000 | NXNX1: Tấm Cám                                                                 | Lính                     |                               |
| 2001 | NXNX2: Công chúa ngủ trong rừng                                                | Lí Lắc                   |                               |
| 2002 | NXNX3: Dế mèn phiêu lưu ký                                                     | Bươm bướm                |                               |
| 2002 | NXNX4: Hoàng tử sọ dừa                                                         | Dân làng                 |                               |
| 2003 | NXNX5: Cô bé Lọ Lem                                                            | Chuột nhắt               |                               |
| 2003 | NXNX6: Người đẹp và quái vật                                                   | Dân làng                 |                               |
| 2004 | NXNX7: Nàng tiên cá                                                            | Cá đuối, con mèo         |                               |
| 2004 | NXNX8: Công chúa Chích Choè                                                    | Quan văn quan võ         |                               |
| 2005 | NXNX9: Aladdin và đủ thứ thần                                                  | Aladdin                  | vai chính (hoàng tử) đầu tiên |
| 2005 | NXNX10: Huyền thoại nữ thần Lee Kim Chi                                        | Kim                      |                               |
| 2005 | NXNX11: Cậu bé rừng xanh                                                       | Hoàng tử rừng xanh       |                               |
| 2006 | NXNX12: Nàng Bạch Tuyết lạc 7 chú lùn                                          | Hoa mắc cỡ, mẹ Cám       |                               |
| 2006 | NXNX13: Na Tra đại náo thuỷ cung                                               | Cáo trắng 9 đuôi         |                               |
| 2007 | NXNX14: Sơn Tinh Thuỷ Tinh                                                     | Thuỷ Tinh (lúc nhỏ)      |                               |
| 2007 | NXNX15: Hoàng tử Ai Cập                                                        | Nhân sư hai đầu          |                               |
| 2007 | CNX1: Cô bé tí hon lạc vào xứ sở thần tiên                                     | Người rơm                |                               |
| 2008 | NXNX16: Chuyện thần tiên xứ Phù Tang                                           | Cướp Hạ                  | Vở đầu tiên làm đạo diễn      |
| 2008 | NXNX17: Phù Đổng Thiên Vương - Lá cờ thêu 6 chữ vàng                           | Thánh Gióng, Trưởng làng |                               |
| 2009 | CNX4: Con gái nàng tiên cá                                                     | Hoàng tử                 |                               |
| 2009 | NXNX18: Chàng lang thang và nàng tuỳ tiện                                      | Tiên Lúng Liếng          |                               |
| 2009 | NXNX19: Phù thuỷ lắm chiêu                                                     | Cọp con                  |                               |
| 2010 | NXNX21: Võ công tiểu quái                                                      | Cu Tí                    |                               |
| 2010 | CNX5: Tề Thiên Đại Thánh đại chiến Hồng Hài Nhi                                | Tôn Ngộ Không            | Đạo diễn                      |
| 2011 | CNX7: Tề Thiên Đại Thánh đại náo thiên cung                                    | Tôn Ngộ Không            | Đạo diễn                      |
| 2011 | NXNX22: An Ly và thân băng giá                                                 | Chó sói                  | Đạo diễn                      |
| 2011 | NXNX23: Những đứa con của rồng                                                 | Quy thừa tướng           |                               |
| 2012 | NXNX24: Chúa tể muôn loài                                                      | Sư tử con Mambo          | Đạo diễn                      |
| 2013 | NXNX25: Hoàng tử xấu xí và cô gái tóc vàng                                     | Hoàng tử Tóc Xù          |                               |
| 2013 | NXNX26: Hoàng tử gấu và hạt đậu thần                                           | Con ngỗng                | Đạo diễn                      |
| 2014 | NXNX27: Cuộc chiến của ông kẹ và các bà mẹ                                     | Lưỡi cày                 | Đạo diễn                      |
| 2015 | NXNX28: Nàng công chúa đi lạc                                                  | Hoàng tử                 |                               |
| 2016 | NXNX29: Bảo tàng quái vật                                                      | Voi ma mút               | Đạo diễn                      |
| 2017 | NXNX30: Hoàng tử công chúa và 9 vị thần bị bắt                                 | Hoàng tử Thiên Quý       |                               |
| 2018 | NXNX31: Alibaba với đầy đủ 40 tên cướp với lại cây đèn thần của Aladdin nữa đó | Alibaba                  |                               |
| 2019 | NXNX32: Truy tìm thuỷ long kiếm                                                | Thiên Hà                 |                               |
| 2022 | NXNX33: Cuộc phiêu lưu của thuyền trưởng Sinbad - Đại chiến Nàng Tiên Cá       | Thuyền trưởng Sinbad     | Đạo diễn                      |
| 2023 | NXNX34: Nàng công chúa và chiếc áo tầm gai                                     | Hoàng tử Hổ Phách        | Đạo diễn                      |

### Chuyện Ngày Xưa:
- CNX 1: Ông già và cục bướu (vai ông lão) (2000)

- CNX 2: Hai người bạn đồng hành (vai phú hộ) (2000)
- CNX 3: Lọ nước thần (vai quạ, thầy pháp) (2000)
- CNX 4: Câu chuyện dưới ánh trăng (vai sói) (2000)
- CNX 5: Người hóa dế (vai quan, đứa trẻ hàng xóm) (2000)
- CNX 6: Vị hoàng tử hạnh phúc (vai én, sinh viên nghèo) (2000)
- CNX 7: Bí mật của nhà vua (vai bác phó cạo) (2001)
- CNX 8: Hũ bạc của ông già đốt than (vai Hai) (2001)
- CNX 9: Hai chị em rắn thần (vai dân làng) (2001)
- CNX 10: Người thợ dệt thảm (vai tể tướng, bạn của người thợ dệt thảm) (2001)
- CNX 11: Con gái người chăn cừu (vai sứ giả, cướp) (2001)
- CNX 12: Chú rùa thần kỳ (vai tể tướng) (2001)
- CNX 13: Chiếc gương diệu kỳ (vai chuồn chuồn) (2001)
- CNX 14: Nàng công chúa kiêu căng (vai hoàng tử Chí Mè Phùng, chó sói Mỹ Lệ Tuyền) (2001)
- CNX 15: Chú Cuội (vai cọp con, con trai của thím trưởng) (2001)
- CNX 16: Cây rìu vàng (vai bạch tuộc nhũ mẫu) (2001)
- CNX 17: Nàng công chúa và bầy thiên nga (vai hoàng tử tư, thiên nga) (2001)
- CNX 18: Hoa tuyết (vai thần mùa xuân) (2001)
- CNX 19: Vị thần lửa và bầy chim nhỏ (vai chim út) (2002)
- CNX 20: Sự tích ngày nêu ngày tết (vai dân làng) (2002)
- CNX 21: Sự tích trái thơm (vai bà Thắm) (2002)
- CNX 22: Chiếc vòng của sự thật (vai bạn của bé Xạo, dân làng giàu) (2002)
- CNX 23: Cai lu thần (vai anh Bảy) (2002)
- CNX 24: Cô bé dũng cảm (vai dân làng, thần núi) (2002)
- CNX 25: Bông hoa kỳ lạ (vai chim kền kền) (2002)
- CNX 26: Sự tích mặt trăng (vai anh hai) (2002)
- CNX 27: Tình bạn (vai con trai của ông chúa) (2002)
- CNX 28: Quả cam quý (vai người anh) (2002)
- CNX 30: Heo con xây nhà (vai heo ba) (2003)
- CNX 31: Người bạn tốt (vai dê đỏ) (2003)
- CNX 32: Câu chuyện mùa xuân (vai tia nắng) (2003)
- CNX 33: Ai làm việc nhiều hơn? (vai cậu chân) (2003)
- CNX 34: Thương mẹ (vai anh ba) (2003)
- CNX 35: Kết bạn (vai cào cào) (2003)
- CNX 36: Hai anh em (vai người em) (2003)
- CNX 37: Hạt giống tốt (vai Xi Măng) (2003)
- CNX 38: Nụ cười (vai thỏ) (2003)
- CNX 39: Sự tích chim quốc (vai Quắc) (2003)
- CNX 40: Bà chúa tuyết (vai dê đen) (2003)
- CNX 41: Cô bé rơm (vai Loi Choi) (2003)
- CNX 42: Sự tích con khỉ (vai người anh) (2004)
- CNX 43: Bé Chuối (vai bé Chuối (rối người)) (2004)
- CNX 44: Gia tài của cha (vai người em út) (2004)
- CNX 46: Hoa râm bụt (vai ông lão trên núi) (2004)
- CNX 47: Đôi giày đỏ (vai Lô Lô, ông khách) (2004)
- CNX 48: Món quà của vị thần muôn thú (vai dế chiến) (2004)
- CNX 49: Cha đỡ đầu (vai thầy lang) (2004)
- CNX 50: Hoàng tử không cười (vai hoàng tử) (2004)
- CNX 51: Bác sĩ nha khoa (vai thỏ) (2004)
- CNX 52: Cô gái lắm lời (vai ông Tư) (2004)

- CNX 53: Ông thần dỏm (vai vượn đốm) (2004)
- CNX 54: Niềm vui của mặt trời (vai sói cha) (2005)
- CNX 55: Cá sấu nhỏ trong rừng (vai thầy giáo thỏ) (2005)
- CNX 56: Hạt lúa mì của sẻ con (vai chim ục) (2005)
- CNX 57: Lớp học trong rừng (vai bò) (2005)
- CNX 58: Căn nhà bí mật (phần 1) (vai hoàng tử Khả Ái) (2005)
- CNX 59: Căn nhà bí mật (phần 2) (vai hoàng tử Khả Ái) (2005)
- CNX 60: Ba điều khờ dại (phần 1) (vai chim xanh) (2005)
- CNX 61: Ba điều khờ dại (phần 2) (vai chim xanh) (2005)
- CNX 62: Giải cứu mùa xuân (phần 1) (vai cậu bé) (2005)
- CNX 63: Giải cứu mùa xuân (phần 2) (vai cậu bé) (2005)
- CNX 64: Anh chàng mưu trí - Mua bóng râm (vai Effendi) (2005)

### Các vở kịch khác:
- Chim phượng hoàng và cây khế (vai người ở)
- Tin ở hoa hồng (vai công an) (2003)
- Hồn Trương Ba da hàng thịt (vai Nam Tào) (2008)
- Ngàn năm tình sử (vai Lý Thường Hiến) (2009)
- Thuốc đắng giã tật (vai dr. Thủ) (2010)
- Câu chuyện đêm trăng đẹp nhất (vai Cu Tý) (2010)
- Cổ tích xứ Boom (vai quan tể tướng, yêu quái hạt nhân) (2011)
- Sư tử và những người bạn (vai sư tử) (2011)
- Quyền lực tình yêu (vai quan nịnh thần) (2011)
- Tơ duyên (vai Du) (2011)
- Ngàn năm tình sử (vai Lý Thường Hiến) (2011)
- Cậu bé Bánh Gừng (vai Cậu bé Bánh Gừng) (2011)
- Lẩu trăn (vai ông Cốt) (2012)
- Một ngày làm vua (vai Khalip) (2012)
- Trái tim nhảy múa (vai Xê) (2012)
- Vua thánh triều Lê (vai Lê Lục) (2012)
- Cưới vợ cho ai? (vai Tư Hổ) (2013)
- Xóm vịt trời (vai ông Năm) (2013)
- 12 bà mụ (vai bà mụ Hoàng Thị Mộng Bốn) (2013)
- Miêu nữ hí miêu ga (vai ông Văn Nhanh) (2013)
- Linh vật hoàng triều (vai hoàng thái hậu già) (2014)
- Chiếc vòng cầu hôn (vai Khoai) (2014)
- Chiếc vòng gia bảo (vai ông Dương) (2014)
- Miêu nữ hí miêu ga (vai ông Văn Nhanh) (2014)
- Ngũ quý kỳ phùng (vai Trí) (2015)
- Cần có ai đó để yêu thương (vai người dẫn chuyện tài tình) (2015)
- Phép lạ (vai Duy) (2016)
- Sắc màu (vai Công Đình) (2017)
- Đời bỗng dưng yêu (vai ông phó giám đốc Quốc Dũng 20 năm trước) (2017)
- Tiên Nga (vai Bùi Kiệm) (2017)
- Cuộc phiêu lưu của cậu bé Hạnh Phúc (vai Hạnh Phúc) (2018)
- Thám tử si tình (vai Hellen) (2018)
- Mơ giấc tình tình (vai tiên cuồng) (2019)
- Ác nhân cốc (vai Long) (2020)
- Ngũ Quý Kỳ Phùng (vai Trí) (tái diễn 2020)
- Lời Nguyền Phù Thủy (Vai Tùng) (2021)
- Lẩu trăn (vai ông Cốt) (tái diễn 2022)
- 12 bà mụ (vai bà mụ Hoàng Thị Mộng Mười) (tái diễn 2022)
- Cưới vợ cho aI (vai Tám Tèo) (tái diễn 2022)
- Thuốc đắng giã tật (vai Dr. Thủ) (tái diễn 2022)
- Sắc màu (vai Đình) (tái diễn 2023)
- Tơ duyên (vai Du) (tái diễn 2023)
- Một ngày làm vua (vai Khalip) (tái diễn 2023)
- Cưới khi còn xuân (vai anh Toàn) (2023)
- Đại chiến Tấm Cám (vai Tấm) (2024)

Và rất nhiều vở diễn khác

## Phim đã tham gia
- Cái chum kỳ diệu (2002) vai Ăn trộm
- Sự tích quả roi (2003) vai thầy Nghĩa
- Trò chơi dân gian
- Mùi ngò gai (2006) vai Bảo
- CNX2: Cây tre trăm đốt (2007) vai ông Cai Tổng
- CNX3: Sự tích cây vú sữa (2007) vai Nhân
- Sóng đời (2008) vai Hoàng Vũ
- Phạm Công Cúc Hoa (2008) vai thầy Quỹ Cốc
- Gia đình phép thuật (2009) vai Ma Pungun
- Người hoàn hảo (2010)
- Khát vọng Thăng Long vai Lê Long Đĩnh (2010)
- Người hoàn hảo (2011) vai Thiện
- Đồng quê (2012) vai Tình
- Lệch pha (2013)  vai Sang
- Lý bông mai (2014)
- Đường hoang lạc bước (2014) vai Xí Củn
- Bản kê số phận (2015)
- Chiếc vòng ngọc huyết (2015) vai Tèo
- Bản sao nguy hiểm (2015) vai công an Cường
- Chim én mùa đông (2015)
- Bác Ba Phi kén dâu (2015) vai Đậu
- Tiệm tóc tình yêu (2017) vai Khôi
- Những bước chân hoài niệm (2018)
- Chim én mùa đông (2020) vai Long (2020)
- Hẻm 168 (2022) vai cậu Út Rớt
- Gia đình bất ổn (2023) vai Đình
- Hạnh phúc giá bao nhiêu (2023)  vai Bảy Bún

## Đạo diễn

#### Kịch
- Ngày xửa ngày xưa 16: Chuyện thần tiên xứ Phù Tang (2008)
- Tề Thiên Đại Thánh đại chiến Hồng Hài Nhi (2009)
- Chuyện thần tiên 2: Con gái nàng tiên cá (2009)
- Câu chuyện đêm trăng đẹp nhất (2010)
- Chú mèo đi hia (2010)
- Ngày xửa ngày xưa 22: An Ly và thần băng giá (2011)
- Chuyện thần tiên 4: Tề Thiên Đại Thánh đại náo thiên cung (2011)
- Một ngày làm vua (đồng đạo diễn với Hùng Lâm) (2012, 2023)
- Ngày xửa ngày xưa 24: Chúa tể muôn loài (2012)
- Ngày xửa ngày xưa 26: Hoàng tử gấu và hạt đậu thần (2013)
- Ngày xửa ngày xưa 27: Cuộc chiến của ông kẹ và các bà mẹ (2014)
- Chiếc vòng gia bảo (2014)
- Ngày xửa ngày xưa 29: Bảo tàng quái vật (2016)
- Danh hài đất Việt: Thanh Xà - Thanh Xà (2016)
- Cuộc phiêu lưu của cậu bé Hạnh Phúc (2018)
- Búp bê không biết khóc (2020) - Đạt Huy chương vàng Đạo diễn tại Liên hoan sân khấu toàn quốc 2020
- Ngày xửa ngày xưa 33: Cuộc phiêu lưu của thuyền trưởng Sinbad - Đại chiến nàng tiên cá (2022)
- Ngày xửa ngày xưa 34: Nàng công chúa và chiếc áo tầm gai (2023)
- Hòn đảo mộng mơ (2023)
- Chuyện thần tiên 5: Cuộc phiêu lưu của cậu bé búp bê (2024)

#### Chương trình truyền hình
- Tinh hoa hội tụ
- Sao nối ngôi nhí
- Hãy nghe tôi hát nhí
- Tiếu lâm tứ trụ nhí
- Solo cùng bolero nhí

## Chương trình truyền hình

### Giám khảo
- The Kid Host (Người dẫn chương trình tương lai) (2015) - HTV9
- Tiếu lâm tứ trụ nhí (2017) - THVL1
- Người nghệ sĩ đa tài (2017) - THVL1
- Đấu trường ẩm thực (2018) - VTV9
- Kịch cùng Bolero (2019) - THVL1
- Cặp đôi hài hước (2020) - THVL1
- Và nhiều chương trình khác

### Dẫn chương trình
- Một thoáng Sài Gòn - HTV7
- Thế giới trẻ - VTC9 - Let's Viet
- Vui cùng Hugo - HTV7
- Ngày chủ nhật của em - HTV7
- Vườn âm nhạc - HTV7
- Thần tài gõ cửa - THVL1
- Name that toon - HTV9
- Bố con cùng vui - HTV7
- Vui cùng bé yêu - VTV1
- Đinh đoong đinh đoong – Nhịp điệu tuổi thơ (Sân khấu Cầu Vồng 126)
- Siêu quậy tí hon - HTV7
- Gặp nhau để cười - VTV9
- Bộ ba hoàn hảo - VTV8
- Danh hài đất Việt - THVL1
- Trẻ em luôn đúng - VTC5
- Làng hài mở hội - THVL1
- Tí hon tranh tài - HTV7 (phiên bản thứ 2 của siêu quậy tí hon)
- Tiếu lâm tứ trụ - THVL1
- Sao nối ngôi nhí - THVL1
- Người đi xuyên tường nhí - HTV7
- The Kids Host - Người dẫn chương trình tương lai - HTV9
- Tinh hoa hội tụ - THVL1
- Thuận vợ thuận chồng - VTV9
- Dr. Khỏe - THVL1
- Gia đình vui nhộn - HTV7
- Hãy nghe tôi hát nhí - THVL1
- Đấu trường ngôi sao - THVL1
- Đấu trường ẩm thực - VTV3
- Vui cùng điệu lý câu hò - THVL1
- Cầu vồng đa sắc - HTV7
- Quỳnh Anh bôi vú, bôi bụng, bôi cánh tay - HTV7
- Bốn phương kỳ cục án - VTV9
- Sàn đấu ngôi sao  - VTV9
- Cải lương – Trăm năm nguồn cội - Công ty cổ phần Green Horizon
- Và nhiều chương trình khác

### Chương trình tham gia
- Trò chuyện cuối tuần (2005) - HTV7
- Chuyện ngày xưa - HTV7
- Ngày xửa ngày xưa - Idecaf & Nhà hát Bến Thành, Saigon Vafaco
- Thành phố hôm nay - HTV9
- Tài tiếu tuyệt - HTV7
- Hội ngộ danh hài - HTV7
- Danh hài đất Việt - THVL1
- Tam sao thất bản (2007) - VTV3
- Sao 24/7 mùa 2 (2011) - Yan TV
- Kịch cùng bolero (2017) - THVL1
- Chuyện của sao (2017) - VTV9
- Ký ức vui vẻ (2019) - VTV3
- Chuyện cuối tuần (2019) - VTV9
- Chuyện của sao (2020) - HTV2
- Vang bóng một thời (2020) - THVL
- Túi ba gang (2020) - HTV7
- Trai đẹp vào bếp (2021) - VTV9
- Studio H9 - Hẹn cuối tuần (2021) - HTV7
- Người đứng thẳng (2021) - VTV9
- Jet TV Show (2022)
- Đời nghệ sĩ (2022) - VTV9
- Khoảnh khắc rực rỡ (2022) - THVL1
- Có hẹn cùng HTVC (2023) - HTV9
- Chuyện tối cùng sao (2023) - THVL1
- Và nhiều chương trình khác

## Ca khúc từng thể hiện
- Tình quê
- Bé yêu
- Hoa hậu ao làng
- Ngày Tết Việt Nam
- Liên khúc Honey 2 và Không 2.
- Xin em hãy gõ ba tiếng
- Bây giờ còn nhớ hay không
- Lí dĩa bánh bò
- MV Trò chơi dân gian
- Và nhiều ca khúc khác

## Giải thưởng
- Huy chương Bạc tại Liên hoan múa rối tại Hà Nội
- Huy chương Bạc cho Nam diễn viên trong vở Ngàn năm tình sử (sân khấu kịch IDECAF) tại Liên hoan sân khấu kịch toàn quốc năm 2009[3]
- Diễn viên chính xuất sắc tại Cánh diều vàng (2010) cho vai Lê Long Đĩnh trong Khát vọng Thăng Long[4]
- Kỷ niệm chương Rồng đỏ cho Nam diễn viên xuất sắc với vai Lê Long Đĩnh trong Khát vọng Thăng Long tại lễ bế mạc Liên hoan phim Việt Nam tại Pháp năm 2014[5]
- Nam diễn viên chính xuất sắc nhất tại Liên hoan phim Việt 2014 tại Pháp cho vai Lê Long Đĩnh trong Khát vọng Thăng Long[4]
- Huy chương Vàng tại Liên hoan sân khấu toàn quốc về hình tượng người chiến sĩ CAND lần thứ 4 năm 2020 với vai trò đạo diễn vở kịch Búp bê không biết khóc[3]

## Đại diện
- Tháng 7 năm 2014, Đình Toàn đảm nhận vai trò là một trong những đại sứ đại diện nghệ sĩ Việt sang Pháp tham dự Liên hoan phim Việt Nam tại Pháp. Đây là một trong những hoạt động của Cục điện ảnh, nhằm giới thiệu đến công chúng quốc tế những bộ phim Việt chất lượng được sản xuất trong thời gian trên.